# IceRocket
 (juin 2023).
Le contenu est difficilement compréhensible vu les erreurs de traduction, qui sont peut-être dues à l'utilisation d'un logiciel de traduction automatique.
IceRocket était un moteur de recherche internet spécialisé dans la recherche de blogs.
IceRocket était un réseau de blogs qui permet à l'utilisateur d'afficher de nouveaux blogs, les blogs de recherche avec des détails précis, et les tweets et les nouvelles en temps réel pour voir lesquelles les renseignements étaient affichés en temps réel.
Aussi Icerocket dispose d'outils de blogging, y compris Lien Tracker, les sujets et tendances.
Aux côtés des outils de sujet qui suivent tags populaires, si la plate-forme de blogs ne montre pas cette fonction de marquage, puis 'IceRocket' vous montrera étape par étape comment ajouter ces balises dans vos blogs et pour générer des codes HTML.
L'outil Tendances permettait d'entrer jusqu'à trois termes et de suivre une tendance à fil du temps. Cet outil affichait les stats buzz, l'utilisateur pouvait entrer dans une portée aléatoire sur ce qu'ils recherchent et cette fonction sera de leur montrer les stats et messages par jour et des postes au total sur ce seul sujet.
En avril 2009 'IceRocket' laisser sortir une option de recherche appelé Big Buzz, et il y a maintenant une possibilité de rechercher non seulement pour les blogs et les postes, mais aussi blogs, tweets, nouvelles, vidéos et images sur la même interface.
URL pour Big Buzz peuvent être créés en mettant un terme de recherche en face de (icerocket.com.). Par exemple: (http://techcrunch.icerocket.com/)
En mai 2009 a nouvelle option de Twitter a été libéré pour des onglets de recherche de nouvelles qui ont montré l'utilisateur le nombre d'adeptes chaque utilisateur dispose de leurs messages, pour voir combien d'influence des tweets faire.
En août 2011, IceRocket est acheté par le groupe Meltwater. En décembre 2017, IceRocket.com est déconnecté.